# Jordi Hereu

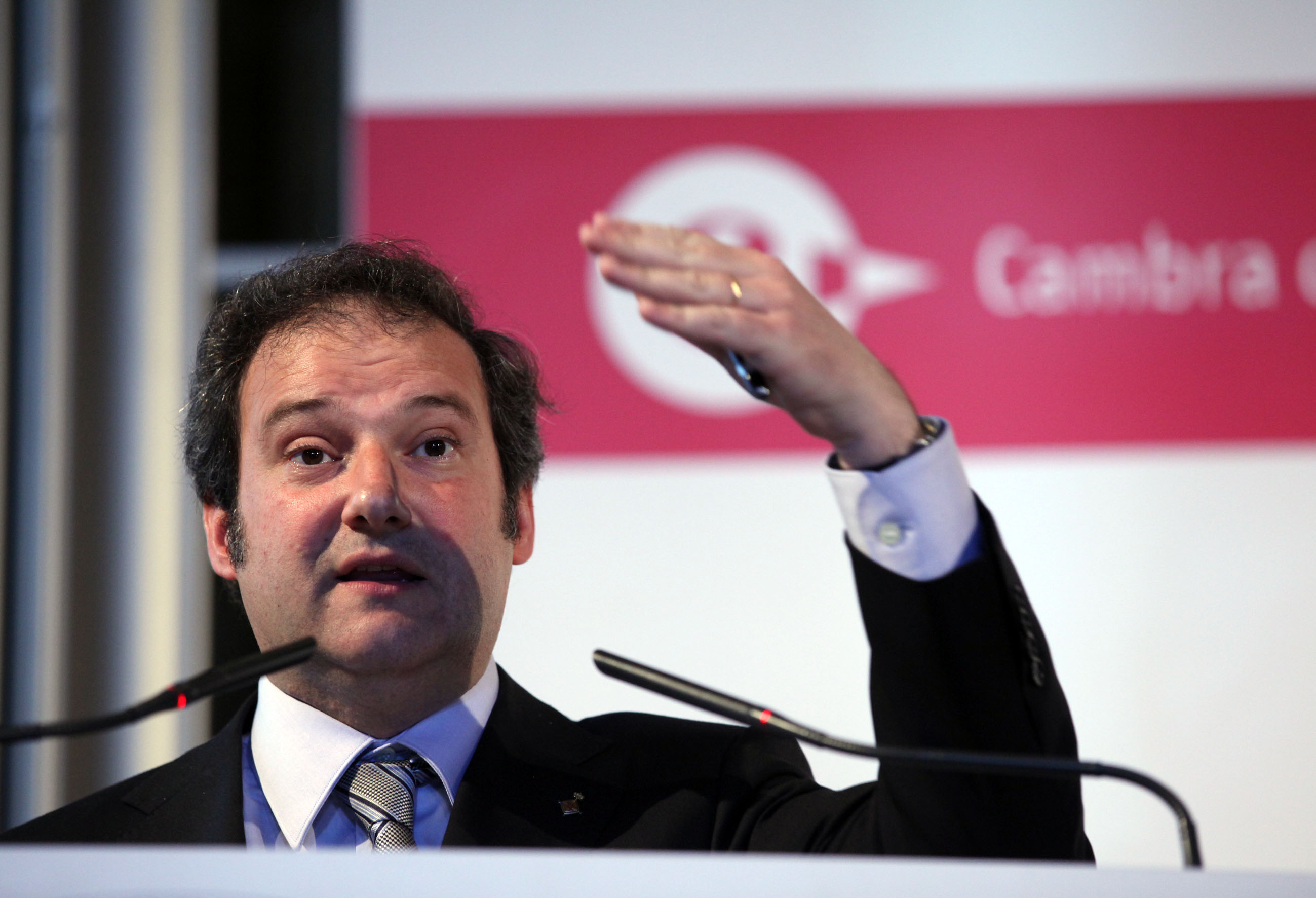
Jordi Hereu (2011)

Jordi Hereu i Boher [ˈʒoɾdi əˈɾɛu i buˈɛ] (* 14. Juni 1965 in Barcelona) ist ein katalanischer Politiker und von 2006 bis 2011 Bürgermeister von Barcelona. Er ist Mitglied des Partit dels Socialistes de Catalunya (PSC), des katalanischen Landesverbandes der spanischen Sozialisten.

## Werdegang
Jordi Hereu studierte Betriebswirtschaftslehre und erwarb einen Master of Business Administration an der privaten Hochschule ESADE in Barcelona. Von 1991 bis 1997 war er in der freien Wirtschaft tätig, 1997 trat er in leitender Funktion in die Verwaltung des barcelonesischen Stadtbezirks Les Corts ein. In diesem Bezirk übernahm er 1999 das Amt des regidor, das ungefähr einem Bezirksbürgermeister bzw. Bezirksamtsleiter in deutschen Großstädten entspricht. Nach dem Ende seiner Amtszeit wechselte er 2003 in derselben Funktion in den Bezirk Sant Andreu de Palomar, zugleich war er in der Stadtverwaltung für die Bereiche Sicherheit und Mobilität verantwortlich. Im April 2006 gab er diese Ämter auf, um fünfter stellvertretender Bürgermeister von Barcelona mit den Geschäftsbereichen Mobilität, Bürgerbeteiligung, Solidarität und Kooperation zu werden, hinzu kamen Funktionen als Leiter der städtischen Informationskommission, Vorsitzender der Bezirksversammlung in Gràcia sowie als Sprecher der sozialistischen Fraktion im Stadtrat.
Nach dem Rücktritt des bisherigen Amtsinhabers Joan Clos, der zum spanischen Industrieminister ernannt wurde, wählte der Stadtrat von Barcelona am 8. September 2006 Hereu mit absoluter Mehrheit zum neuen Bürgermeister.